# Бателов
Бателов (чеш. Batelov, нем. Battelau) — местечко в Йиглавском районе края Высочина Чешской Республики. 

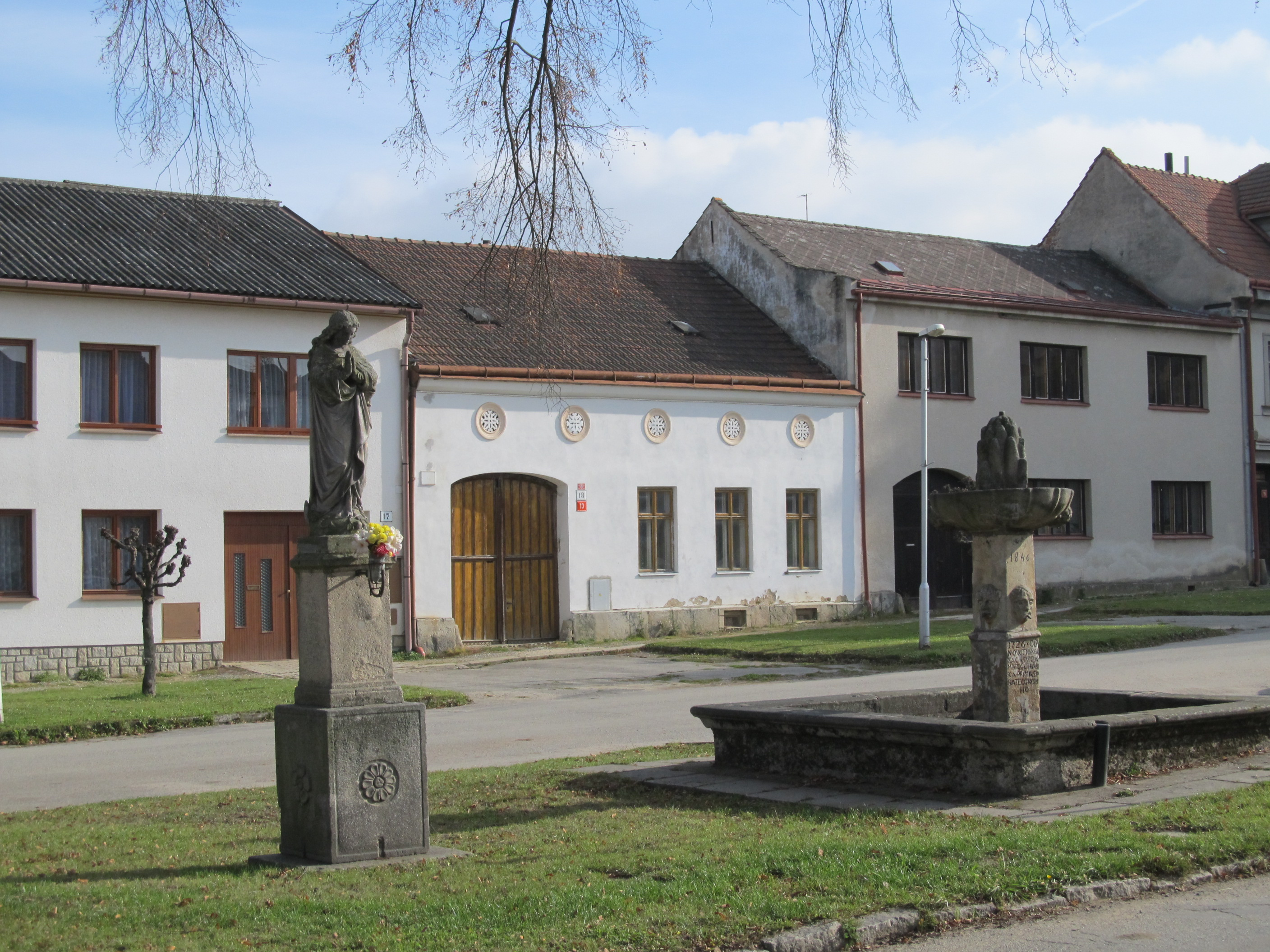

Бателов расположен в Моравии в горной долине, на высоте 556 м над уровнем моря, на правом берегу реки  Йиглава, примерно в 17 км к юго-западу от административного центра г. Йиглавы и в 112 км к юго-востоку от столицы Праги.
Административно разделён на 4 района: Бездечин, Ловетин, Нова весь и Раков.

## Население
На 1 января 2022 года население составляло 2350 жителей.

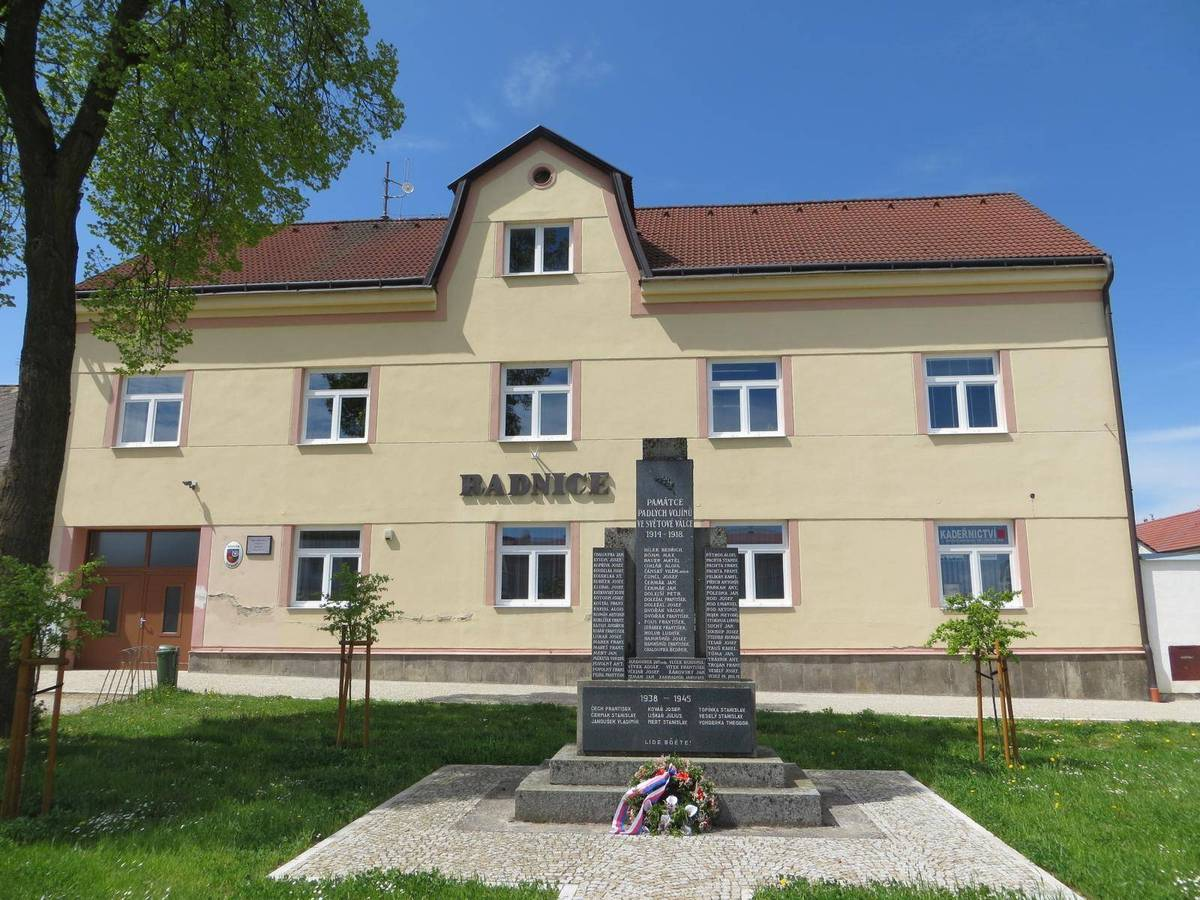
Памятник жертвам войны на фоне админздания

## История
Известен с XIII века. Впервые встречается в документах 1279 года.
До 1860-х годов  там существовала старая еврейская община («alte Judengemeinde»). Город не вошел в установленный в 1849 г. список «политических еврейских общин» Моравии. Когда в 1867 г. был принят закон о союзах, здесь образовался так называемый  Kultusverein, который находился в ведении общины в Трише. С 1798 по 1848 г. евреи жили в установленном числе — не более 26 семейств, которым, по сведениям 1834 г., принадлежало 16 домов. Начиная с 1850 годов, количество еврейского населения падало заметным образом: в 1857 — 197 чел., 1869 — 159, 1880 — 134, 1890 — 135, 1900 — 77 чел.
Имеется железнодорожная станция и производственные мощности чешского пива "Kozlíček".